# Lajos Keresztes-Fischer
Lajos Keresztes-Fischer, madžarski general, * 1884, † 1948.